# Partit Laborista (Regne Unit)
La denominació Partit Laborista (de l'anglès Labour Party, partit del treball o dels treballadors) s'aplica a partits polítics de diversos països, especialment els quals han pertangut a l'imperi Britànic, generalment socialistes. El Partit Laborista britànic deriva del Comitè de Representació dels Treballadors, creat el 1900 en una reunió de sindicats.
Tony Blair va dotar aquest partit d'un programa polític (el Nou Laborisme) caracteritzat per una postura liberal en l'econòmic i per un acostament a la Unió Europea (UE) en qüestions internacionals.
El Partit Laborista és la principal formació d'esquerres al Regne Unit i va governar el país des de 1997 fins al 2010, amb Blair i Gordon Brown com a primers ministres. Des del setembre de 2015 fins a l'abril de 2020, Jeremy Corbyn en va ser el líder, pertanyent a l'ala més esquerrana del partit. Els laboristes han estat a l'oposició després de perdre les eleccions generals de 2015, 2017 i 2019. A les eleccions al Parlament del Regne Unit de 2024 el candidat a primer ministre és l'advocat Keir Starmer.
Els laboristes són el partit majoritari al Senedd (Parlament gal·lès), sent l'únic partit a l'actual Govern gal·lès. També és el partit majoritari al Parlament escocès. Els laboristes són membres del Partit dels Socialistes Europeus i de l'Aliança Progressista, i tenen estatus d'observadors a la Internacional Socialista. El partit compta amb branques semiautònomes a Londres, Escòcia, Gal·les i Irlanda del Nord; no obstant això, dona suport al Partit Socialdemòcrata i Laborista (SDLP) a Irlanda del Nord, encara que s'hi continua organitzant. El març del 2024, els laboristes tenien 366.604 afiliats registrats.

## Història

### Orígens fins a 1890
Els orígens del Partit Laborista van sorgir a finals del segle XIX. Representava els interessos dels sindicats i, en general, de la classe obrera urbana creixent. Centenars de milers de treballadors havien obtingut recentment el dret al vot gràcies a les lleis aprovades el 1867 i el 1884. Als districtes industrials van sorgir molts sindicats diferents. Els seus dirigents recorren a la tradició del renaixement metodista per mobilitzar els afiliats. Es van formar diverses petites organitzacions socialistes que volien un poder basat en la classe obrera; la més influent va ser la Societat Fabiana, formada per reformistes de classe mitjana. Keir Hardie va treballar per la cooperació entre els sindicats i els grups d'esquerra, com el seu petit Partit Laborista Independent (ILP).

### Comitè de Representació Laborista (1900-1906)
El Partit Laborista el van crear sindicats i grups d'esquerra per donar veu política a la classe treballadora britànica. El 1900, el Trades Union Congress (TUC), organisme que agrupava la majoria dels sindicats, va patrocinar una conferència nacional per unir-se en un únic partit que patrocinés candidats a la Cambra dels Comuns. La conferència va crear el Labour Representation Committee (LRC), com una coalició de grups separats amb Ramsay MacDonald com a secretari. La qüestió més temible per als laboristes era la sentència judicial de Taff Vale del 1901, que il·legalitzava la majoria de les vagues; l'objectiu urgent era aconseguir que el Parlament la revoqués. El LRC va arribar a un acord secret amb el Partit Liberal: no competirien entre si a les eleccions generals de 1906. Els votants van donar als liberals una aclaparadora victòria amb 397 escons de 664; el nou LRC va obtenir 29 escons. El LRC va passar a anomenar-se "Partit Laborista", i el veterà diputat Keir Hardie va guanyar per un estret marge el lloc de líder del Partit Laborista Parlamentari (PLP).

### Primers anys (1906-1923)
La primera conferència nacional del Partit Laborista, celebrada a Belfast el 1907, va contribuir a donar forma a moltes de les seves polítiques clau. Mai no es va resoldre del tot el trencaclosques d'on havien de recaure les decisions finals: a la conferència anual? al Partit Laborista Parlamentari (PLP)? Les seccions locals? El Congrés Sindical (que reunia els dirigents de la majoria dels sindicats)? Els afiliats de base en conjunt? Quan Keir Hardie va amenaçar de dimitir per una demanda de suport al sufragi femení, la conferència va crear una "clàusula de consciència" que permetia la diversitat d'opinions en lloc d'una ortodòxia rígida. La política irlandesa va resultar ser tan diferent que el Partit simplement va abandonar Irlanda i va treballar només a Anglaterra, Escòcia i Gal·les. El 1908-1910, el Partit va recolzar les transcendentals i àmpliament reeixides batalles liberals a favor d'un Estat del benestar i contra el Partit Unionista/Conservador i contra el poder de veto de la Cambra dels Lords. El creixement va continuar, amb 42 diputats laboristes elegits per a la Cambra dels Comuns a les eleccions generals de desembre de 1910. Durant la Primera Guerra Mundial, el partit va experimentar divisions internes sobre el suport a l'esforç bèl·lic, però també va veure com un dels seus principals líders, Arthur Henderson, formava part del poderós gabinet de guerra.
Després de la guerra, el partit es va centrar a construir una sòlida xarxa de suport basada a les seves bases i va adoptar una declaració política global titulada "El laborisme i el nou ordre social". El 1918 es va afegir la clàusula IV als estatuts laboristes, per la qual el partit es comprometia a treballar per la propietat comuna dels mitjans de producció, distribució i intercanvi. Es prometia vagament el socialisme, però no es feia cap esforç per elaborar plans detallats sobre què significaria o com es podria aconseguir.
La Llei de Representació del Poble del 1918 va ampliar considerablement l'electorat, atorgant el dret de vot a tots els homes i a la majoria de les dones. El partit va concentrar el seu atractiu al nou electorat, amb un èxit considerable entre els treballadors, però molt menor entre les dones. En dissoldre's el Partit Liberal i perdre la majoria dels seus votants, els laboristes es van alliberar i, com a segon grup més nombrós de la Cambra dels Comuns, es van convertir en l'oposició oficial al govern conservador.

### Primer govern laborista i període a l'oposició (1923-1929)
Les eleccions al Parlament del Regne Unit de 1923 es van disputar al voltant de les propostes proteccionistes dels conservadors, però encara que van obtenir el major nombre de vots i van continuar sent el partit més gran, van perdre la majoria al Parlament, cosa que va fer necessària la formació d'un govern que recolzés el lliure comerç. Així, amb la conformitat dels liberals d'Asquith, James Ramsay MacDonald es va convertir el gener de 1924 en el primer primer ministre laborista de la història, formant el primer govern laborista, tot i que els laboristes només comptaven amb 191 diputats (menys d'un terç de la Cambra dels Comuns). L'èxit més significatiu del primer govern laborista va ser la Llei Wheatley de l'Habitatge, que va iniciar un programa de construcció de 500.000 habitatges municipals per llogar-los a treballadors amb salaris baixos. També es van aprovar lleis sobre educació, atur, seguretat social i protecció dels llogaters. Tot i això, en haver de comptar amb el suport dels liberals, el govern no va poder aplicar moltes de les seves polítiques més polèmiques, com la nacionalització de la indústria del carbó o la imposició d'una taxa sobre el capital. Tot i que no es van introduir canvis radicals, els laboristes van demostrar que eren capaços de governar.

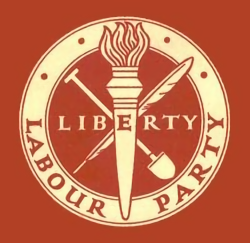
El logotip original de Liberty, en ús fins al 1983.

Tot i que no hi va haver grans vagues durant el seu mandat, MacDonald va actuar amb rapidesa per posar fi a les que van esclatar. Quan l'executiva del Partit Laborista va criticar el govern, MacDonald va respondre que “el repartiment públic, el populisme, el desafiament local al govern nacional, les vagues per augmentar els salaris, la limitació de la producció, no només no són socialisme, sinó que poden confondre l'esperit i la política del moviment socialista”.
El govern es va esfondrar després de només deu mesos quan els liberals van votar a favor d'una investigació del Comitè Selecte sobre el cas Campbell, un vot que MacDonald havia declarat com un vot de confiança. A les eleccions al Parlament del Regne Unit de 1924 es va publicar, quatre dies abans dels comicis, la carta falsificada de Grigori Zinóviev, en què Moscou parlava d'una revolució comunista a la Gran Bretanya. La carta va tenir poc impacte al vot laborista, que es va mantenir. Va ser l'enfonsament del Partit Liberal el que va provocar la victòria aclaparadora dels conservadors. Els conservadors van tornar al poder, tot i que els laboristes van augmentar els vots del 30,7% a un terç del vot popular, ja que la majoria dels avenços conservadors es van produir a costa dels liberals. No obstant això, molts laboristes van atribuir durant anys la seva derrota a un joc brut (la carta de Zinoviev), de manera que, segons A.J.P. Taylor, van malinterpretar les forces polítiques en joc i van endarrerir les reformes necessàries en el partit.
A l'oposició, MacDonald va continuar la seva política de presentar el Partit Laborista com una força moderada. El partit es va oposar a la vaga general del 1926, argumentant que la millor manera d'aconseguir reformes socials era a través de les urnes. Els dirigents també temien la influència comunista orquestrada des de Moscou. El partit tenia una política exterior distintiva i recelosa basada en el pacifisme. Els seus dirigents creien que la pau era impossible a causa del capitalisme, la diplomàcia secreta i el comerç d'armes; és a dir, posa èmfasi en factors materials que ignoraven els records psicològics de la Gran Guerra i les tensions altament emocionals al voltant del nacionalisme i les fronteres dels països.

### Segona guerra Mundial
El 3 de setembre de 1939 el Regne Unit declarà la guerra a Alemanya i el 10 de juny de 1940, hores abans de la invasió de França a través d'un veloç avanç pels Països Baixos, era clar que, després del fracàs a Noruega, el país no tenia confiança en com rl conservador Neville Chamberlain conduïa la guerra, i aquest dimití i el rei Jordi VI demanà a Winston Churchill, el Primer Lord de l'Almirallatque fos Primer Ministre que formés un Govern Nacional format per tots els partits. que va passar la Segona Guerra Mundial. Durant aquest temps, Anthony Eden fou el líder del Partit Laborista  a la Cambra dels Comuns, però sempre es mantingué en un segon pla dins del partit. La seva situació personal (depressiu a causa del seu divorci i la desaparició d'un fill a la guerra) i la seva lleialtat a Winston Churchill van fer que mai es decidís a agafar les regnes del partit.

### Postguerra. Els governs de Clement Attlee
Malgrat el paper de Winston Churchill durant la Segona Guerra Mundial, el Partit Laborista va guanyar les eleccions al Parlament del Regne Unit de 1945 per la majoria més ampla de la història de les eleccions del Regne Unit basat en el programa de justícia social i les polítiques d'esquerra com ara la creació del Servei de Sanitat Nacional i la provisió dels consells d'habitatge (council housing). El govern laborista de Clement Attlee va iniciar el procés de descolonització que havien iniciat els laboristes i que havia donat pas a la Llei d'Independència de l'Índia de 1947.

### A l'oposició de Churchill, Eden i Macmillan
A les eleccions al Parlament del Regne Unit de 1950 va guanyar el partit Laborista però va perdre molts escons i mantingué una minsa diferència amb el Partit Conservador, raó per la qual el 1951 es tornaren a convocar eleccions, i amb el triomf conservador a les eleccions generals de 1951 Churchill tornà a ser primer ministre, seguit pels conservadors Anthony Eden i Harold Macmillan.

### Els governs de Harold Wilson
Harold Wilson va liderar els laboristes a una victòria limitada a les Eleccions al Parlament del Regne Unit de 1964. El seu primer mandat com a primer ministre va viure un període de baix atur i prosperitat econòmica; més tard això es va veure obstaculitzat per importants problemes amb la balança exterior de pagaments. El seu govern va supervisar canvis socials significatius, abolint tant la pena capital com la censura teatral, despenalitzant parcialment l'homosexualitat masculina a Anglaterra i Gal·les, relaxant les lleis de divorci, limitant la immigració i liberalitzant la llei de control de la natalitat i avortament. Enmig d'aquest programa, Wilson va convocar eleccions anticipades el 1966, que els laboristes van guanyar amb una majoria molt augmentada. El seu govern va armar Nigèria durant la guerra de Biafra. El 1969, va enviar tropes britàniques a Irlanda del Nord iniciant l'Operació Banner.
Després de perdre les eleccions de 1970 davant els conservadors d'Edward Heath, Wilson va optar per romandre a la direcció laborista i va reprendre el paper de líder de l'oposició. Per febrer de 1974, quan ja començaven a notar-se els greus efectes de la crisi econòmica de 1973, es convocaren eleccions generals després d'una vaga dels minaires. Wilson, candidat pel Partit Laborista, guanyà les eleccions per poc i com les negociacions entre conservadors i liberals fracassaren, Harold Wilson va poder formar govern. A mesura que avançava l'any la situació econòmica millorà un xic (s'acabà la vaga dels minaires i d'altres mesures d'emergència que havia pres el govern) i fracassaren els acords de Sunningdale per a Irlanda del Nord, i Wilson, envalentit pel decurs dels esdeveniments, tornà a convocar eleccions generals, per al mes d'octubre de 1974, que de nou guanyaria el Partit Laborista, tot i que també per un marge molt estret. Gràcies a la mediació del clergat protestant, el desembre de 1974 s'organitzen converses per mirar de resoldre el conflicte nord-irlandès entre el govern britànic i l'IRA provisional, que anuncia, el 22 de desembre, una treva, i començaren negociacions secretes entre les parts. però la violència es reprèn a poc a poc en el transcurs de l'estiu del 1975. Wilson va supervisar el referèndum del 5 de juny de 1975 que va confirmar la pertinença del Regne Unit a la Comunitat Econòmica Europea, en què el 67,23% dels votants van pronunciar-s'hi a favor. El 16 de març de 1976, Wilson va sorprendre a tot el país anunciant la seva dimissió com a primer ministre.

### James Callaghan
James Callaghan fou Primer Ministre del Regne Unit entre 1976 i 1979. Els seus tres anys de govern com a Primer Ministre van acabar en l'anomenat Hivern del descontentament, amb el país gairebé paralitzat per les contínues vagues sindicals. Aquesta situació va permetre l'ascens del Partit Conservador, que va acabar per plantejar una moció de censura al Parlament. Callaghan va perdre la votació per un sol vot, cosa que portà la seva caiguda i la convocatòria d'eleccions generals el 1979, que donaren la victòria a la conservadora Margaret Thatcher.

### A l'oposició de Margaret Thatcher i John Major
Després de perdre tres eleccions consecutives contra Margaret Thatcher, el partit de Neil Kinnock va respondre en 1988 amb una revisió integral de les polítiques i traslladar el partit al centre polític, començant per la campanya "Labour Listens" per recollir les opinions de la gent normal. L'ala esquerrana del partit va respondre amb Tony Benn desafiant Kinnock pel lideratge del partit, i en perdre, els partidaris de la revisió van avançar ràpidament, i els antics dirigents Roy Jenkins, David Owen, Bill Rodgers i Shirley Williams s'escindiren per formar el Partit Socialdemòcrata.
A les eleccions al Parlament del Regne Unit de 1992, el partit havia transformat la seva organització interna, i el seu programa electoral, Time to Get Britain Working Again, va expressar moltes de les conclusions de la revisió de polítiques. Malgrat la impopularitat del govern i la pèrdua de vots dels conservadors, el Partit Laborista no va poder imposar-se a les eleccions, en contra del que pronosticaven les enquestes i Kinnock dimití.

### Tony Blair
Tony Blair esdevingué líder del Partit Laborista el 1994 després de la mort de John Smith, convertint-se en el líder més jove que havia tingut mai el laborisme. En el congrés de 1996 el seu partit va adoptar la política proposada per Blair, que buscava una reforma constitucional, especial atenció a l'educació i la sanitat i un major acostament a la Unió Europea (UE). Blair va acceptar la interlocució amb el Sinn Féin, proper a l'IRA, sense trencar amb els unionistes de l'Ulster i el 10 d'abril de 1998 els governs irlandès i britànic, i diferents partits polítics (entre ells la majoria dels nord-irlandesos, inclòs el Sinn Féin) van signar l'acord de Divendres Sant amb la intenció de posar fi al Conflicte d'Irlanda del Nord. La primera reacció important contra el seu govern va ser contra la decisió d'unir-se a la invasió de l'Iraq de 2003, i la segona sobre la qüestió europea, doncs en 2004, quan 10 països es van incorporar a la UE el 2004 els seus ciutadans tenien el dret a la lliure circulació dels treballadors, però la seva arribada va transformar el debat sobre la pertinença a la UE i el 2016, dos milions més de persones nascudes a la UE residien al Regne Unit. El 28 de juliol de 2005 l'IRA va realitzar un comunicat anunciant la seva decisió d'abandonar la lluita armada i considerar la via pacífica com a únic mitjà per a la consecució dels seus objectius.

### Travessia del desert
A les eleccions al Parlament del Regne Unit de 2019, el vot als laboristes va caure fins al 32% i una pèrdua de 60 escons, que va quedar amb 202, el menor des de les eleccions generals de 1935, i Corbyn va anunciar la seva renúncia al liderat del partit, que va exercir durant quatre mesos mentre es van celebrar les eleccions de lideratge per substituir-lo. La seva dimissió com a líder laborista va entrar formalment en vigor l'abril de 2020 després de l'elecció de Keir Starmer el 4 d'abril de 2020 Keir Starmer després de vèncer Rebecca Long-Bailey, considerada la candidata continuista de Corbyn.

### El govern de Keir Starmer
El 5 de juliol de 2024 Keir Starmer es va convertir en Primer Ministre després de les eleccions al Parlament del Regne Unit de 2024.
El diputat Pat McFadden va presentar un projecte de llei el 5 de setembre de 2024 per a la reforma de la Cambra dels Lords, com disposava el programa electoral laborista per a les eleccions generals del Regne Unit de 2024 limitant l'edat als diputats i l'eliminació dels 92 pars hereditaris.

## Ideologia
Els laboristes se situen al centreesquerra de l'espectre polític. Es van formar per proporcionar representació política al moviment sindical a Westminster. El Partit Laborista va adquirir un compromís socialista amb la constitució del partit de 1918, la clàusula IV del qual advocava per la "propietat comuna", o nacionalització, dels "mitjans de producció, distribució i intercanvi". Tot i que al voltant d'un terç de la indústria britànica va passar a mans públiques després de la Segona Guerra Mundial i va romandre així fins a la dècada de 1980, la dreta del partit qüestionava la validesa d'ampliar aquesta mesura a finals de la dècada de 1950. Influït pel llibre d'Anthony Crosland El futur del socialisme (1956), el cercle que envoltava el líder del partit, Hugh Gaitskell, considerava que el compromís ja no era necessari. L'intent d'eliminar la clàusula IV dels estatuts del partit el 1959 va fracassar, però Tony Blair i els "modernitzadors" del Nou Laborisme ho van aconseguir 35 anys després.
Influït històricament per l'economia keynesiana, el partit era partidari de la intervenció governamental a l'economia i de la redistribució de la riquesa. Al programa electoral d'octubre de 1974, els impostos es consideraven un mitjà per aconseguir una "important redistribució de la riquesa i la renda". El partit també desitjava augmentar els drets dels treballadors i un Estat del benestar que inclogués la sanitat pública. A partir de finals de la dècada de 1980, el partit va adoptar polítiques de lliure mercat, la qual cosa va portar molts observadors a descriure el Partit Laborista com a socialdemòcrata o de la Tercera Via, en lloc de socialista democràtic. Altres analistes van més enllà i afirmen que els partits socialdemòcrates tradicionals de tot Europa, inclòs el Partit Laborista britànic, s'han transformat tan profundament en els darrers anys que ja no és possible descriure'ls ideològicament com a “socialdemòcrates”, i que aquest canvi ideològic ha posat noves tensions en la relació tradicional del Partit Laborista amb els sindicats. Dins del partit, es diferenciava entre les ales socialdemòcrata i socialista del partit, aquesta última sovint subscrita a una ideologia socialista radical, fins i tot marxista.
Tot i que afirma el seu compromís amb el socialisme democràtic, la nova versió de la Clàusula IV ja no compromet definitivament el partit amb la propietat pública de la indústria i, al seu lloc, advoca per “l'empresa del mercat i el rigor de la competència" juntament amb "serveis públics d'alta qualitat […] de propietat pública o responsables davant d'ells". Els diputats del Socialist Campaign Group i del Labour Representation Committee es consideren abanderats de la tradició socialista radical, en contrast amb la tradició socialista democràtica representada per organitzacions com Compass i la revista Tribune. El grup Progress, fundat el 1996, representa la posició centrista del partit i es va oposar al lideratge de Corbyn. El 2015, Jon Lansman va crear Momentum com a organització de base d'esquerres després de l'elecció de Jeremy Corbyn com a líder del partit. En lloc d'organitzar-se dins del PLP, Momentum és una agrupació de base amb uns 40.000 membres. El partit també compta amb una facció socialista cristiana, la societat Cristians d'Esquerra.

## Resultats electorals
| Eleccions     | Líder                | Vots       | Vots | Escons    | Escons | Escons | Posició | Resultat                                                 | Ref    |
| Eleccions     | Líder                | Nre.       | %    | Nre.      | ±      | %      | Posició | Resultat                                                 | Ref    |
| ------------- | -------------------- | ---------- | ---- | --------- | ------ | ------ | ------- | -------------------------------------------------------- | ------ |
| 1900          | Keir Hardie          | 62,698     | 1.8  | 2 / 670   | 2      | 0.3    | 4t      | Conservador–Liberal Unionista                            | [ 63 ] |
| 1906          | Keir Hardie          | 321,663    | 5.7  | 29 / 670  | 27     | 4.3    | = 4t    | Liberal                                                  | [ 64 ] |
| Gener 1910    | Arthur Henderson     | 505,657    | 7.6  | 40 / 670  | 11     | 6.0    | = 4t    | Minoria liberal                                          | [ 65 ] |
| Desembre 1910 | George Nicoll Barnes | 371,802    | 7.1  | 42 / 670  | 2      | 6.3    | = 4t    | Minoria liberal                                          | [ 66 ] |
| 1918          | William Adamson      | 2,245,777  | 20.8 | 57 / 707  | 15     | 8.1    | = 4t    | Coalició Liberal–Conservadors                            | [ 70 ] |
| 1922          | J. R. Clynes         | 4,237,349  | 29.7 | 142 / 615 | 85     | 23.1   | 2n      | Conservador                                              | [ 72 ] |
| 1923          | Ramsay MacDonald     | 4,439,780  | 30.7 | 191 / 615 | 49     | 30.1   | = 2n    | Minoria laborista                                        | [ 74 ] |
| 1924          | Ramsay MacDonald     | 5,489,087  | 33.3 | 151 / 615 | 40     | 24.6   | = 2n    | Conservador                                              | [ 76 ] |
| 1929          | Ramsay MacDonald     | 8,370,417  | 37.1 | 287 / 615 | 136    | 47.0   | 1r      | Minoria laborista                                        | [ 79 ] |
| 1931          | Arthur Henderson     | 6,649,630  | 30.9 | 52 / 615  | 235    | 8.5    | 2n      | Conservador–Liberal–Laborista Nacional                   | [ 81 ] |
| 1935          | Clement Attlee       | 8,325,491  | 38.0 | 154 / 615 | 102    | 25.0   | = 2n    | Conservador–Liberal Nacional–Nacional Laborista          | [ 83 ] |
| 1945          | Clement Attlee       | 11,967,746 | 48.0 | 393 / 640 | 239    | 61.0   | 1r      | Laborista                                                | [ 68 ] |
| 1950          | Clement Attlee       | 13,266,176 | 46.1 | 315 / 625 | 78     | 50.4   | = 1r    | Laborista                                                | [ 68 ] |
| 1951          | Clement Attlee       | 13,948,883 | 48.8 | 295 / 625 | 20     | 47.2   | 2n      | Conservador                                              | [ 68 ] |
| 1955          | Clement Attlee       | 12,405,254 | 46.4 | 277 / 630 | 18     | 44.0   | = 2n    | Conservador                                              | [ 68 ] |
| 1959          | Hugh Gaitskell       | 12,216,172 | 43.8 | 258 / 630 | 19     | 40.1   | = 2n    | Conservador                                              | [ 68 ] |
| 1964          | Harold Wilson        | 12,205,808 | 44.1 | 317 / 630 | 59     | 50.3   | 1r      | Laborista                                                | [ 68 ] |
| 1966          | Harold Wilson        | 13,096,629 | 48.0 | 364 / 630 | 47     | 57.8   | = 1r    | Laborista                                                | [ 68 ] |
| 1970          | Harold Wilson        | 12,208,758 | 43.1 | 288 / 630 | 76     | 45.7   | 2n      | Conservador                                              | [ 68 ] |
| Febrer 1974   | Harold Wilson        | 11,645,616 | 37.2 | 301 / 635 | 13     | 47.4   | 1r      | Minoria laborista                                        | [ 68 ] |
| Octubre 1974  | Harold Wilson        | 11,457,079 | 39.3 | 319 / 635 | 18     | 50.2   | = 1r    | Laborista                                                | [ 68 ] |
| 1979          | James Callaghan      | 11,532,218 | 36.9 | 269 / 635 | 50     | 42.4   | 2n      | Conservador                                              | [ 68 ] |
| 1983          | Michael Foot         | 8,456,934  | 27.6 | 209 / 650 | 60     | 32.2   | = 2n    | Conservador                                              | [ 85 ] |
| 1987          | Neil Kinnock         | 10,029,807 | 30.8 | 229 / 650 | 20     | 35.2   | = 2n    | Conservador                                              | [ 86 ] |
| 1992          | Neil Kinnock         | 11,560,484 | 34.4 | 271 / 651 | 42     | 41.6   | = 2n    | Conservador                                              | [ 87 ] |
| 1997          | Tony Blair           | 13,518,167 | 43.2 | 418 / 659 | 145    | 63.6   | 1r      | Laborista                                                | [ 88 ] |
| 2001          | Tony Blair           | 10,724,953 | 40.7 | 412 / 659 | 6      | 62.7   | = 1r    | Laborista                                                | [ 89 ] |
| 2005          | Tony Blair           | 9,552,436  | 35.2 | 355 / 646 | 47     | 55.0   | = 1r    | Laborista                                                | [ 90 ] |
| 2010          | Gordon Brown         | 8,606,517  | 29.0 | 258 / 650 | 90     | 40.0   | 2n      | Conservadors–Liberal Demòcrates                          | [ 92 ] |
| 2015          | Ed Miliband          | 9,347,324  | 30.4 | 232 / 650 | 26     | 35.7   | = 2n    | Conservador                                              | [ 95 ] |
| 2017          | Jeremy Corbyn        | 12,877,918 | 40.0 | 262 / 650 | 30     | 40.3   | = 2n    | Minoria conservadora (amb la confiança i suport del DUP) | [ 97 ] |
| 2019          | Jeremy Corbyn        | 10,269,051 | 32.1 | 202 / 650 | 60     | 31.1   | = 2n    | Conservador                                              | [ 98 ] |
| 2024          | Keir Starmer         | 9,686,329  | 33.7 | 412 / 650 | 210    | TBD    | 1r      | Laborista                                                |        |